# Clint Stitser
(en) Statistiques sur pro-football-reference
(en) Statistiques sur statscrew
Clint Stitser (né le 19 mai 1985 à Reno) est un joueur américain de football américain.

## Carrière

### Université
Stitser joue à l'université d'État de Californie à Fresno pendant cinq saisons, réalisant un pourcentage de réussite de 71 % au Field goal.

### Professionnel
Clint Stitser n'est sélectionné par aucune équipe lors du draft de la NFL de 2008. Il s'inscrit sur la liste des agents libres après cet échec. Deux ans plus tard, il est contacté par les Jets de New York le 6 avril 2010 pour faire partie du camp d'entrainement des Jets ; mais il est libéré le 1er juin. Le 17 août, les Seahawks de Seattle l'engagent et il effectue un match de pré-saison, contre les Packers de Green Bay, effectuant un field goal de trente-cinq yards et réussissant trois transformations. Il n'est pas gardé dans l'effectif actif pour la saison 2010 et relâché.
Le 30 novembre 2010, les Bengals de Cincinnati font signer Stitser après la blessure du placekicker titulaire Aaron Pettrey. Il entre au cours de cinq matchs durant la saison 2010 et réussit sept tirs sur huit tentés ainsi que huit transformations réussies sur dix. Son plus long tir fut un field goal réussis de quarante-sept yards.

## Statistiques
| Année | Équipe  | MJ |        | Field goals | Field goals | Field goals | Field goals |         | Extra Points | Extra Points | Extra Points |
| Année | Équipe  | MJ | Tentés | Réussis     | %           | Long        | Tentés      | Réussis | %            |              |              |
| 2010  | Bengals | 5  | 8      | 7           | 87,5        | 47          | 10          | 8       | 80           |              |              |